# Ibrahim Drešević
Ibrahim Drešević (* 24. Januar 1997 in Fuxerna) ist ein kosovarisch-schwedischer Fußballspieler.

## Karriere

### Verein
Ibrahim Drešević erlernte das Fußballspielen in den schwedischen Jugendmannschaften von Norrby IF und IF Elfsborg. Seinen ersten Vertrag unterschrieb er Ende September 2016 bei seinem Jugendverein IF Elfsborg. Der Verein aus Borås spielte in der ersten Liga, der Fotbollsallsvenskan. Hier bestritt er 31 Ligaspiele. Im Januar 2019 zog es ihn in die Niederlande. Hier schloss er sich in Heerenveen dem Erstligisten SC Heerenveen an. Nach 91 Ligaspielen wechselte er im Juli 2022 in die Türkei, wo ihn der Erstligist Fatih Karagümrük SK unter Vertrag nahm. Hier stand er 48-mal in der Liga auf dem Spielfeld. Der FC Machida Zelvia, ein japanischer Erstligist aus Machida, verpflichtete ihn im Januar 2024.

### Nationalmannschaft
Ibrahim Drešević spielte von 2014 bis 2017 für verschiedenen schwedische Juniorennationalmannschaften. Sein Debüt in der kosovarischen Nationalmannschaft gab er am 10. Oktober 2019 in einem Freundschaftsspiel gegen Gibraltar. Bei dem 1:0-Erfolg stand er in der Startelf und spielte die kompletten 90 Minuten.